# پیر امیل مارتین
پییِر-امیل مارتین (زاده ۱۸ اوت ۱۸۲۴، بورژ، شر - مرگ ۲۳ مه ۱۹۱۵، فورشامبو) مهندس صنایع فرانسوی بود.

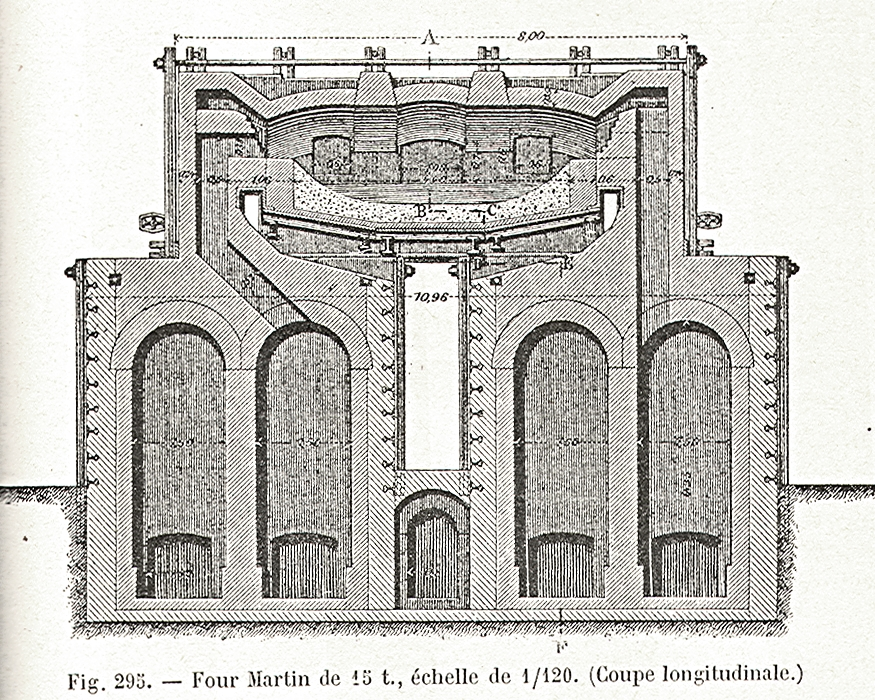
کوره بلند روباز زیمنس-مارتین

 وی اصل بازیابی گاز گرم را در کوره بلند روباز انجام داد، فرایندی که توسط کارل ویلهلم زیمنس ابداع شده‌است.